# Kathedraal van Chambéry

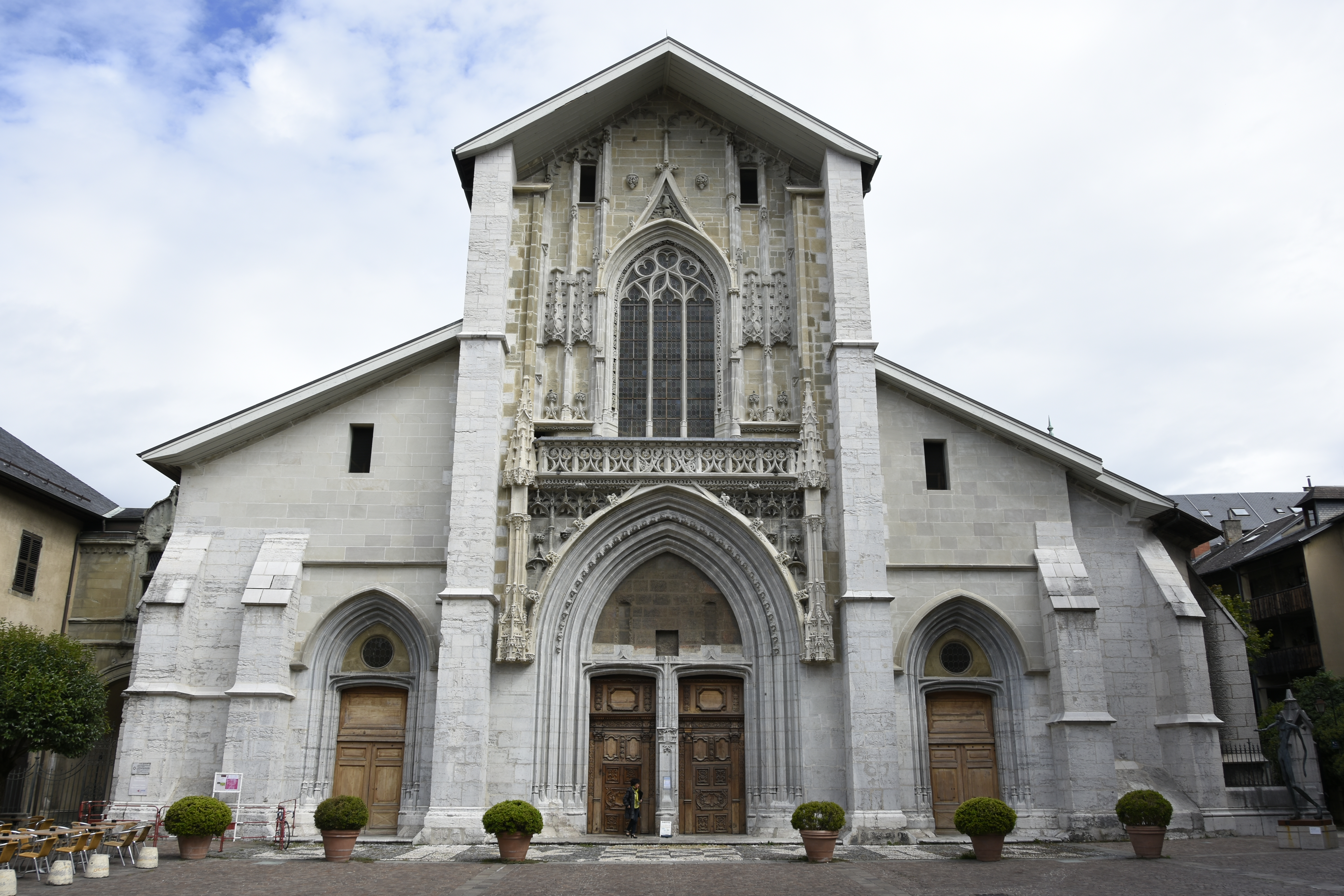
De kathedraal van Chambéry in 2017

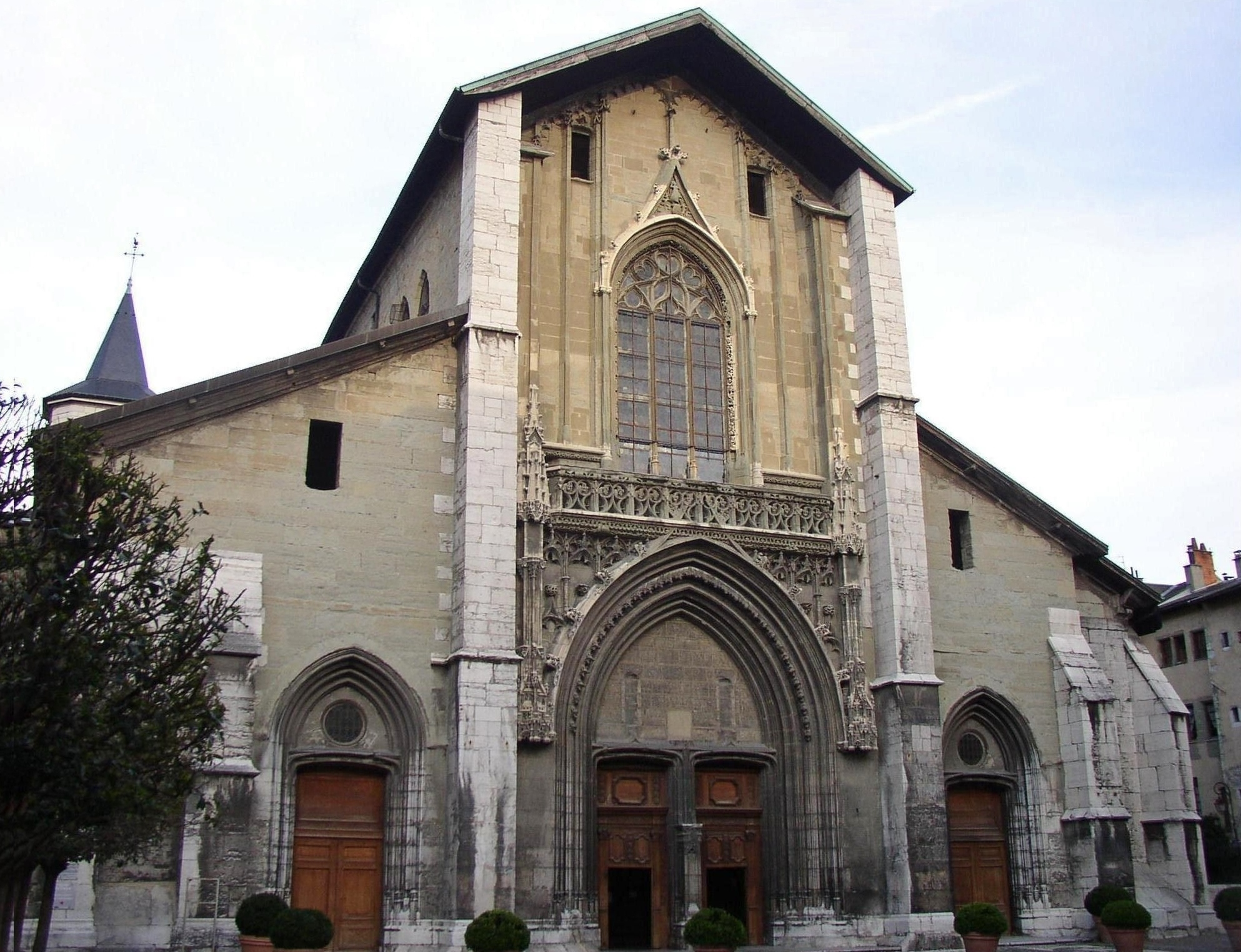
De kathedraal van Chambéry in 2005

De Kathedraal van Chambéry (Frans: Cathédrale Saint-François-de-Sales de Chambéry) is een kathedraal in de Franse stad Chambéry, de hoofdstad van het departement Savoie in de Franse Alpen.

## Bouwgeschiedenis
De constructie van de kathedraal begon in de 15e eeuw als een kloosterkerk van de franciscanen. Het gebouw is sober van uitzicht en weerspiegelt daarmee het karakter van deze orde. De kathedraal werd ingewijd in 1488 en werd de zetel van een bisdom in 1779 toen het zich afscheurde van het bisdom Grenoble. De verheffing tot kathedraal kwam er door paus Pius VII in 1801. Toen werd ze toegewijd aan Franciscus van Sales. Ze telt 14 zijkapellen.
Zoals alle gebouwen uit die tijd in Chambéry rust de kathedraal op een woud van in de grond geheide stammen van de Europese lork, 30 000 stuks voor dit gebouw. Het klooster ernaast dateert uit de 17e eeuw.
Men gebruikte molasse bij de bouw, een relatief zachte steen die in de bergen rondom de vallei van Chambéry wordt gevonden. De prominent aanwezige oostelijke gevel moest hierdoor al driemaal gerenoveerd: in de 19e, 20e en 21e eeuw.

## De lijkwade van Turijn
De lijkwade van Turijn die vanaf 1481 tot 1578 in de Heilige Kapel van Chambéry werd bewaard, werd af en toe tentoongesteld in de kathedraal en trok veel pelgrims aan. Een kopie is te zien in de kerk.

## Het interieur van de kathedraal
Tijdens de Franse Revolutie werden alle religieuze voorwerpen uit de kerk verwijderd met uitzondering van het beeld van de heilige Maagd. De kerk is versierd met de grootste trompe-l'oeil in Europa. Ze beslaat een oppervlakte van 6000 m² en werd gerealiseerd in twee periodes. Van 1809 tot 1810 beschilderde Fabrizio Sevesi het priesterkoor en van 1833 tot 1834 versierde Casimir Vicario het schip. De vloer is uit 1662 en werd aangepast in 1860. In het centrum is het labyrint te zien dat de christelijke weg toont naar het hemelse Jerusalem.
Het kerkorgel bevat meer dan 2800 orgelpijpen.

## Galerij

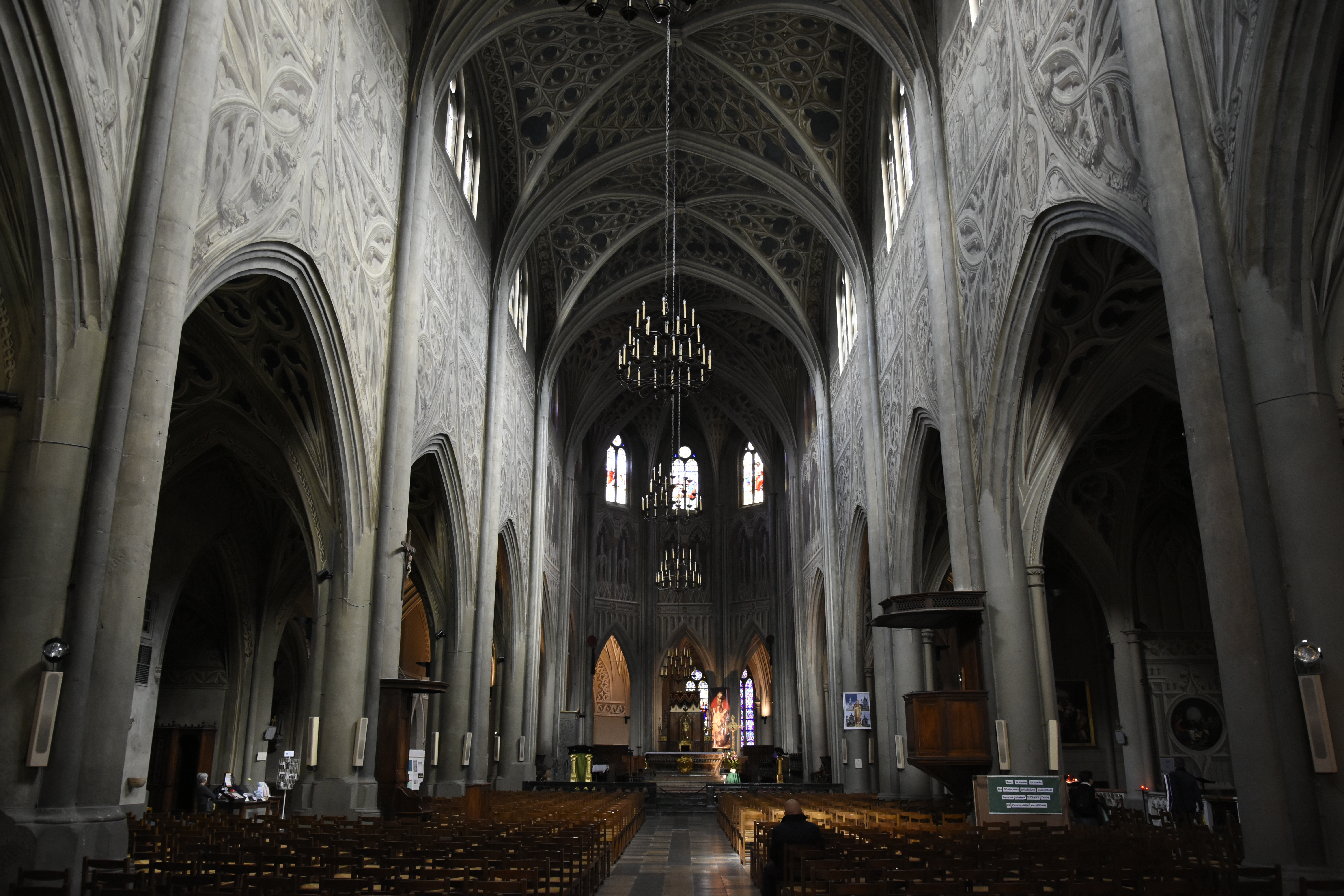
Het schip met tromp-l'oeil
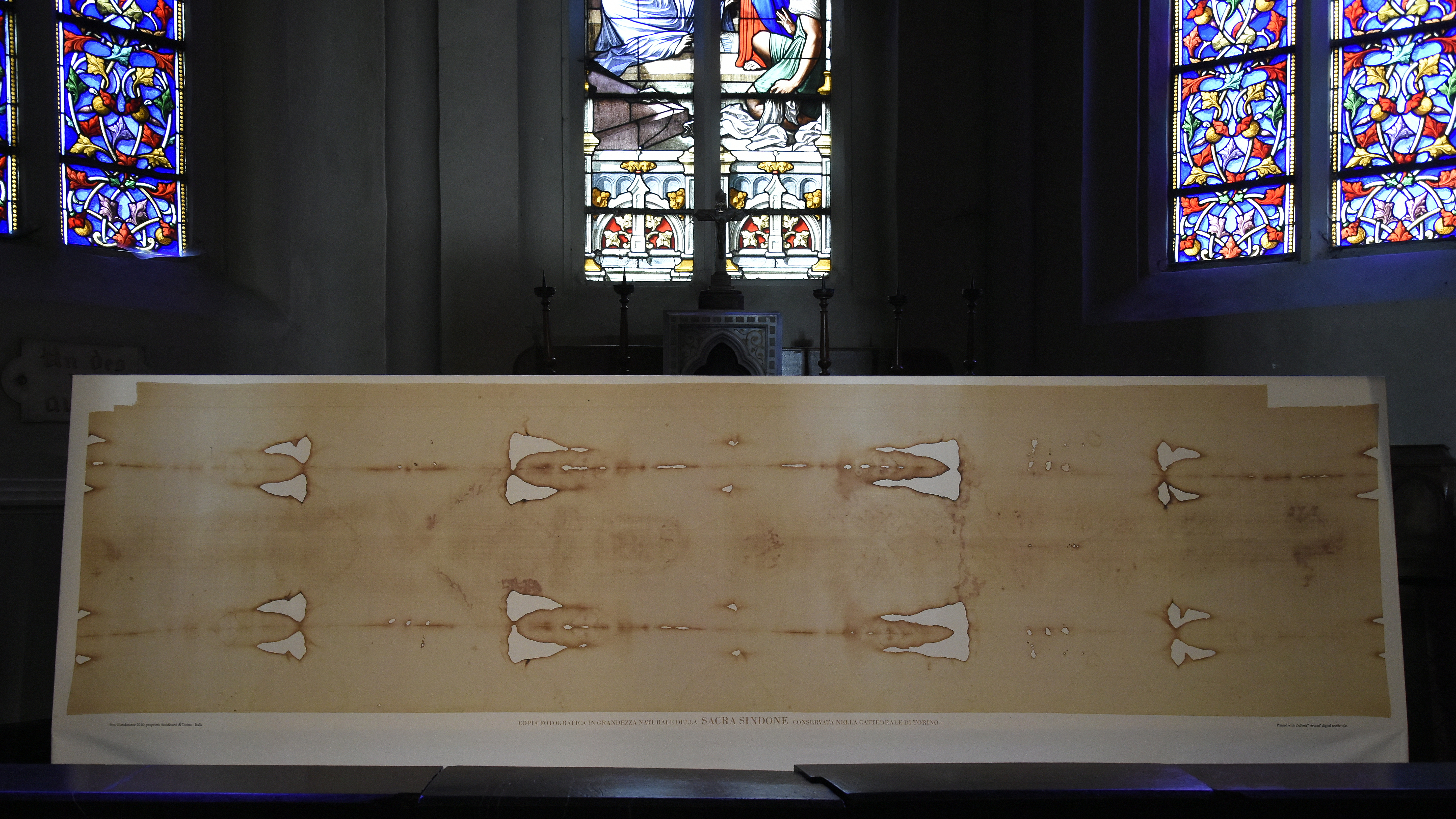
Kopie van de lijkwade van Turijn in de kathedraal